# Astacoidea
Astacoidea is een superfamilie van kreeftachtigen uit de klasse van de Malacostraca (hogere kreeftachtigen).

## Families
- Astacidae Latreille, 1802
- Cambaridae Hobbs, 1942
- Cricoidoscelosidae Taylor, Schram & Shen, 1999 †
- Parastacidae Huxley, 1879